# 坂本直富
坂本 直富（さかもと なおとみ）は、江戸時代後期の旗本。

## 生涯
六郷政豊の二男として生まれる。1700石の旗本・坂本直鎮（小姓組番士）の長女を娶り、婿養子となる。
宝暦5年（1755年）、小納戸に列したのち小姓に移り、従五位下美濃守に叙任。
宝暦10年（1760年）4月1日に西の丸務めとなる。徳川家重の死去に伴い、宝暦11年（1761年）8月4日に寄合に列する。
安永2年（1773年）に徒頭となり、安永5年（1776年）の徳川家治の日光社参に供奉。
天明6年（1786年）、養父の死により家督を相続。天明7年（1787年）、留守居番に転じる。
寛政4年（1792年）、60歳で死去。岡部長久の娘を養女とし、石河貞貴の六男直諒と娶せて養子として家を継がせた。